# Коноваленко Тетяна Ігорівна
 Конова́ленко Тетя́на І́горівна  (нар.25 липня 1984, м. Вінниця — пом.8 січня 2018, м. Вінниця) — українська поетеса. Член Національної спілки письменників України (2013).

## Біографія
Народилася 25 липня 1984 р. у м. Вінниці.Зростала у сім'ї педагогів. У 2001 р. закінчила із золотою медаллю загальноосвітню школу І-ІІІ ступенів с. Котюжани Мурованокуриловецького району Вінницької області і поступила на філологічний факультет Вінницького державного педагогічного університету ім. М. Коцюбинського. Внаслідок захворювання на розсіяний склероз була вимушена припинити навчання, і, отримавши диплом бакалавра, повернулась викладати українську мову і літературу у рідній школі с. Котюжани. Працювала бібліотекарем.

Померла 8 січня 2018 р. у Вінницькій обласній психоневрологічній лікарні ім. академіка О. І. Ющенка. Похована у с. Котюжани.

## Літературна діяльність
Вірші почала писати з юних літ. Друкувалася у газетах «Наше Придністров'я», «Слово педагога», «Літературна Україна», журналах «Вінницький край», «Жінка».
Книги поезій:
- «Алея життя» (2007),
- «Ніч білих квітів» (2010),
- «Невидиме листя» (2012),
- «Закохана в життя» (2015).

Член НСПУ від 2013 р.

## Нагороди і почесні звання
Лауреат Подільської літературно-мистецької премії «Кришталева вишня» (2007) та заохочувальної Міжнародної літературної україно-німецької Премії імені Олеся Гончара (2009) за книгу «Алея життя»; ім. М. Стельмаха журналу «Вінницький край» (2012).